# Mary Goudie, Baroness Goudie

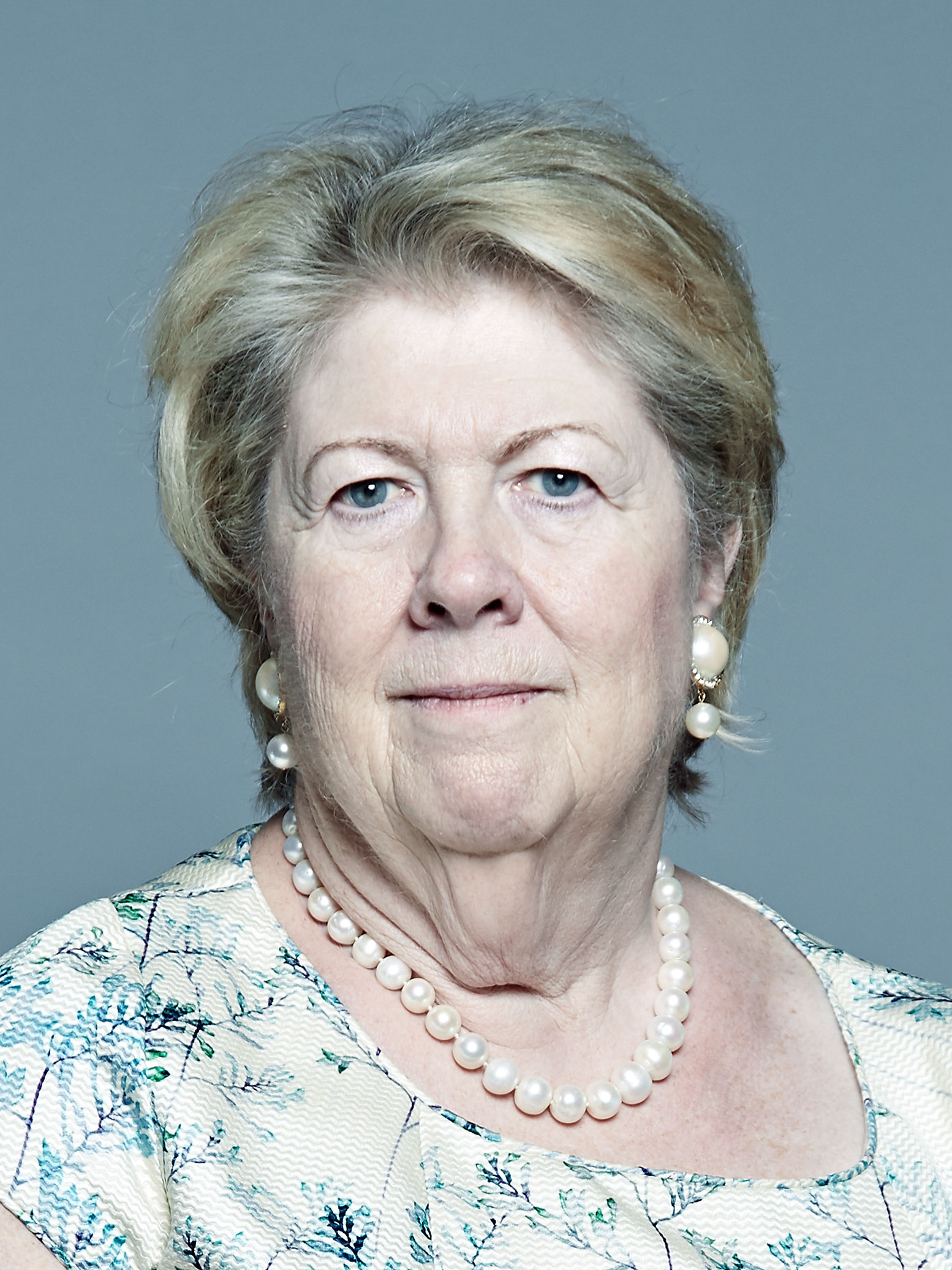
Mary Goudie, Baroness Goudie, 2018

Mary Teresa Goudie, Baroness Goudie (geborene Brick, * 2. September 1946) ist eine britische Wirtschaftsmanagerin und Politikerin der Labour Party, die seit 1998 als Life Peeress Mitglied des House of Lords ist.

## Familie
Geboren wurde Goudie als Tochter von Martin Brick und dessen Frau Hannah Foley. Am 30. August 1969 heiratete sie den Rechtsanwalt James Cooper Goudie. Mit ihm hat sie zwei erwachsene Söhne die als Barrister tätig sind.

## Ausbildung, beruflicher und politischer Werdegang
Goudie erhielt ihre Ausbildung an der Our Lady of The Visitation RC Primary School in Greenford und der Our Lady of St. Anselm School. 1964 trat sie in die Labour Party ein und begann ihre politische Laufbahn in der Kommunalpolitik. 1971 wurde sie als jüngste Politikerin zum Mitglied des Rates des London Borough of Brent gewählt, dem sie bis 1978 angehörte. In dieser Zeit war sie sowohl Vorsitzende des Ausschusses für Wohnungsbau und Planung als auch stellvertretende Whip der Fraktion der Labour Party.
Beruflich war sie daraufhin zwischen 1977 und 1981 Vorstandsassistentin der Wohnungsunternehmens People’s Housing Association und wechselte danach in die Parteizentral der Labour Party, in der sie zwischen 1981 und 1987 Sekretärin der Solidaritätskampagne der Partei war. Daneben war sie zwischen 1985 und 1989 Direktor der Hansard-Gesellschaft sowie im Anschluss zunächst Direktorin der Zeitschrift House, ehe sie von 1990 bis 1995 als Managerin für Öffentlichkeitsarbeit beim britischen WWF tätig war. Nachdem sie anschließend unabhängige Beraterin für Öffentlichkeitsarbeit war, ist sie seit 1998 als Strategie- und Managementberaterin tätig.
Mit Letters Patent vom 21. Juli 1998 wurde Mary Goudie als Life Peeress mit dem Titel Baroness Goudie, of Roundwood in the London Borough of Brent, in den britischen Adelsstand erhoben und damit Mitglied des House of Lords.
In ihrer Tätigkeit im House of Lords war Goudie, die zwischen 1998 und 2001 Mitglied des Wahlkampfteams der Labour Party war, von 1998 bis 2001 sowohl Mitglied des Unterausschusses des Oberhauses für Recht und Institutionen der Europäischen Gemeinschaften als auch Verbindungsmitglied des Oberhauses zum Innenministerium. Anschließend fungierte sie zwischen 2001 und 2003 als Vorsitzende der Organisation der Oberhausmitglieder ihrer Partei und war daneben 2001 Mitglied des Verfahrensausschusses des House of Lords sowie 2002 Mitglied des Unterausschusses für Finanzen und Personal und des Oberhausausschusses für Kommunikation.

## Auszeichnungen
Im Jahr 2000 erhielt Goudie die Ehrendoktorwürde der Edinburgh Napier University.